# Вершник рівнин (фільм, 1931)
«Вершник рівнин» (англ. Rider of the Plains) — вестерн 1931 року режисера Джона П. Маккарті. В головних ролях Том Тайлер, Ліліан Бонд та Ел Брідж.

## У ролях
- Том Тайлер[en] — Блеккі Сондерс
- Ліліан Бонд[en] — Бетті Гарпер
- Ел Брідж[en] — Білл Гейнс
- Тед Адамс[en] — Парсон Джим Воллес
- Гордон Де Майн[en] — шериф Джон Еванс
- Енді Шуфорд — Тихий Сенді
- Слім Уітакер[en] — заступник Кастро
- Ферн Еммет[en] — міс Віппл